# (11843) 1987 DM6
A (11843) 1987 DM6 a Naprendszer kisbolygóövében található aszteroida. Henri Debehogne fedezte fel 1987. február 23-án.

## Kapcsolódó szócikk
- Kisbolygók listája (11501–12000)